# Oswaldella monomammillata
Oswaldella monomammillata är en nässeldjursart som beskrevs av Peña-Cantero och Vervoort 2004. Oswaldella monomammillata ingår i släktet Oswaldella och familjen Kirchenpaueriidae.
Artens utbredningsområde är Södra Ishavet. Inga underarter finns listade i Catalogue of Life.